# Kerncentrale Grafenrheinfeld
Kerncentrale Grafenrheinfeld (KKW Grafenrheinfeld) ligt in de gemeente Grafenrheinfeld dicht bij de river de Main.
De centrale had één sterke drukwaterreactor (PWR). Op 27 juni 2015 is deze permanent stilgelegd.
| Reactorblok           | Reactortype | Vermogen | Begin bouw | Inbedrijfname | Stillegging |
| --------------------- | ----------- | -------- | ---------- | ------------- | ----------- |
| Grafenrheinfeld (KKG) | PWR         | 1275 MW  | 1975       | 1982          | 2015        |

## Externe link

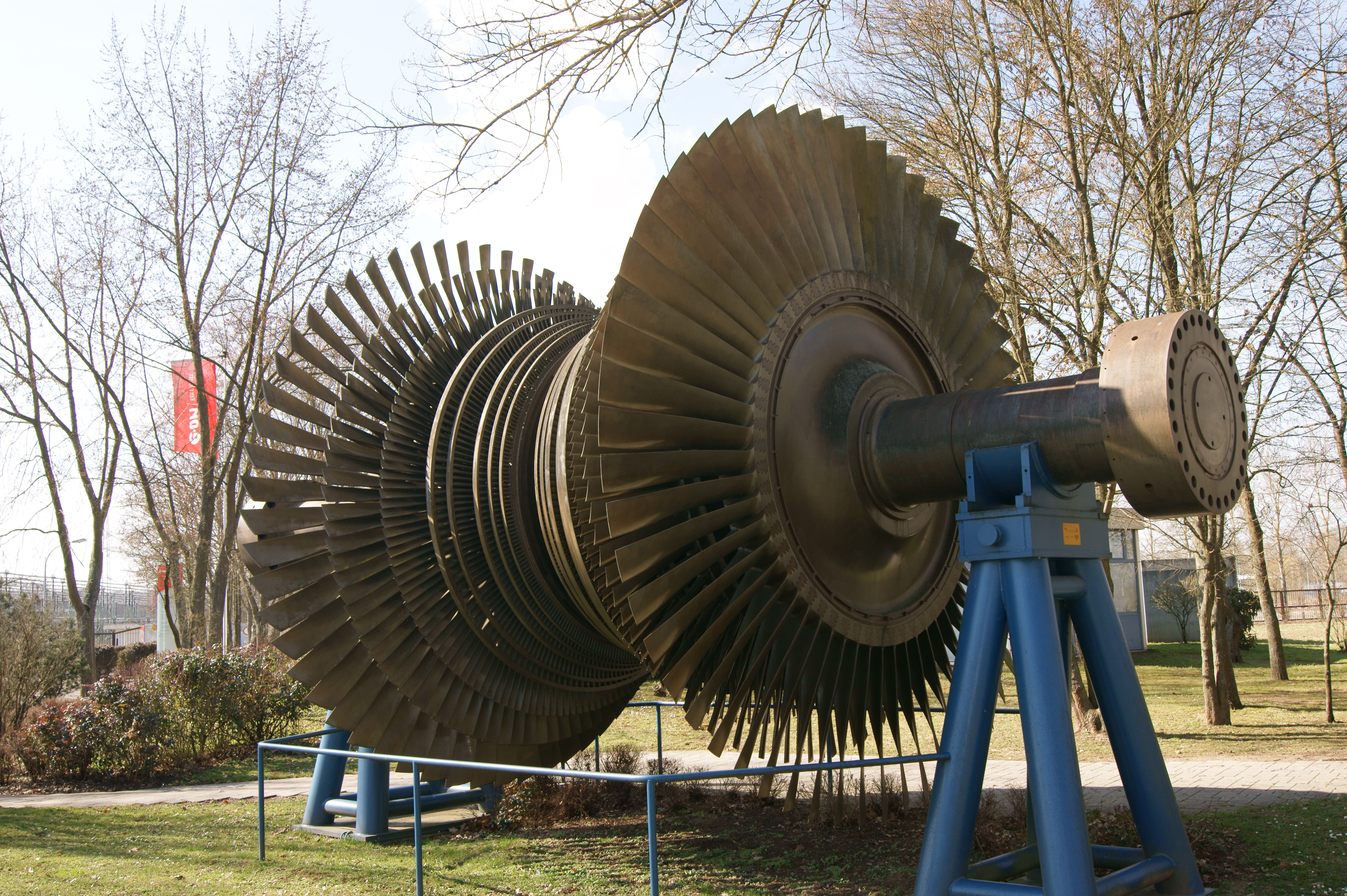
een turbine buiten bij kerncentrale Grafenrheinfeld